# Gianluigi Paragone
Gianluigi Paragone (Varese, 7 agosto 1971) è un giornalista, conduttore televisivo ed ex politico italiano, senatore della Repubblica nella XVIII legislatura Italiana, eletto alle elezioni politiche del 2018 con il Movimento 5 Stelle e poi espulso nel 2020. Successivamente fonda Italexit e ne rimane il leader fino al 2023.

## Biografia
Nato da una famiglia di origini campane, il 7 agosto 1971 a Varese, dove si è diplomato presso il Liceo Ginnasio Ernesto Cairoli; successivamente si laurea in Giurisprudenza presso l'Università degli Studi di Milano.
Dopo essersi laureato, ha iniziato la carriera giornalistica al quotidiano varesino La Prealpina, che lo incarica di seguire come inviato le attività di Umberto Bossi, Roberto Maroni e di altri membri della Lega Nord, documentandone comizi e incontri. Passato a Rete 55, emittente televisiva locale della provincia di Varese, tra la fine degli anni 1990 e il 2004 ne dirige i servizi di attualità.
Nel 2005 viene scelto per guidare la Padania, testata ufficiale della Lega Nord, dove mantiene il ruolo di direttore per due anni, passando poi al quotidiano Libero, in cui riveste la carica di vicedirettore e, per un breve periodo, nel 2009, direttore vicario in sostituzione di Vittorio Feltri.

### In Rai
Nei primi mesi del 2009 conduce il talk show politico Malpensa Italia, in onda in seconda serata su Rai 2, con ascolti che hanno oscillato tra uno share del 6,6% e l'8,7%.
Il 5 agosto 2009 viene nominato vice-direttore di Rai 1, pertanto abbandona la direzione di Libero: l'elezione ha visto il voto contrario del presidente del CdA della Rai Paolo Garimberti, poiché la nomina di Paragone non risponderebbe alla "tradizione" che "consiglia" alla RAI di ricorrere il meno possibile a professionisti esterni all'azienda.
Il 24 settembre 2009 Paragone lascia la vicedirezione di Rai 1 per passare a quella di Rai 2. In questo periodo, durante una puntata della trasmissione radiofonica Un giorno da pecora, suscita varie polemiche una critica rivolta all'allora direttore di Rai 2 Massimo Liofredi per aver riempito il palinsesto della rete di telefilm con risultati di ascolto definiti "mediocri".

### L'ultima parola

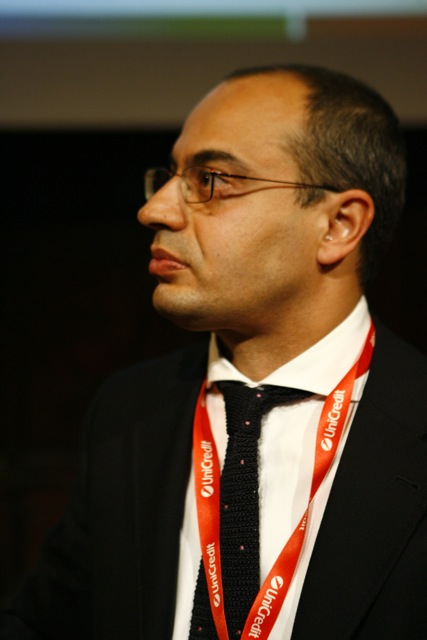
Paragone al Festival Internazionale del Giornalismo di Perugia

Dal 15 gennaio 2010 comincia a condurre in seconda serata su Rai 2 il talk show politico L'ultima parola.
Il 2 ottobre 2011 l'allora segretario federale della Lega Nord Umberto Bossi ha "scomunicato" Paragone, ordinando agli esponenti leghisti di disertare L'ultima parola, poiché il giornalista aveva preso pubblicamente le distanze dalla politica della maggioranza. Nella puntata del 21 ottobre 2011 de L'ultima parola, durante una discussione molto accesa, Paragone è stato accusato dall'allora deputato PdL Giorgio Stracquadanio di "salire sul carro dei vincitori".
Paragone ha sempre rivendicato l'autonomia giornalistica della sua trasmissione dalle scelte dei vari partiti e nell'ottobre 2011 si schiera contro l'allontanamento dalla Rai di Michele Santoro.
La trasmissione registrò ottimi risultati Auditel dovuti anche all'originalità dell'idea di unire la musica all'informazione politica. Nonostante questo, però, non fu mai spostata dalla seconda serata alla prima serata: secondo alcune indiscrezioni, le proposte che andavano in questa direzione furono bocciate dal Consiglio d'Amministrazione della Rai perché si riteneva che la trasmissione desse troppo spazio a opinioni anti-sistema e antipolitiche.
Nel 2013 si dimette dalla carica di vicedirettore di Rai 2. Il 1º marzo 2013 il programma viene trasmesso in prima serata, in sostituzione del telefilm Rex. Nonostante i discreti ascolti registrati, la trasmissione non va più in onda in questa fascia oraria a causa di alcuni dissidi tra il conduttore e la dirigenza Rai. Dopo l'iniziale ipotesi di chiusura, che aveva suscitato diverse polemiche, e le conseguenti smentite del CdA Rai, viene proposto al giornalista la conduzione di un programma musicale in sostituzione de L'ultima parola.

### La gabbia
Il 9 luglio 2013, in seguito a contatti avvenuti con l'imprenditore Urbano Cairo, dopo la presentazione dei palinsesti Rai del 24 giugno 2013, firma un contratto con LA7 per la conduzione del talk show La gabbia, in onda nella prima serata del mercoledì a partire dal mese di settembre. Il programma, dove Paragone ha cercato (senza successo) di coinvolgere nel dibattito in studio Silvio Berlusconi per via diretta telefonica a casa, dà ampio spazio a posizioni anti-sistema, ospitando giornalisti ed economisti anti-euro, criticando il neoliberismo di stampo europeo. Dal 29 giugno al 1º agosto 2015 sempre su LA7 conduce In onda insieme a Francesca Barra.
Dal 7 aprile 2014 al 3 febbraio 2017, insieme a Mara Maionchi e Ylenia Baccaro, conduce su Radio 105 il programma "Benvenuti nella giungla".
Il 28 giugno 2017, dopo l'arrivo di Andrea Salerno in qualità di neo-direttore di LA7, La Gabbia viene cancellato, da tempo ormai assestato su pessimi dati d'ascolti.

## Attività politica

### Elezione a senatore
Avvicinatosi al Movimento 5 Stelle (M5S), soprattutto durante l'attivismo contro il decreto sulla vaccinazione obbligatoria del Ministro della salute Beatrice Lorenzin, a settembre 2017 conduce la festa ufficiale del partito "Italia 5 Stelle" a Rimini, dove il vicepresidente della Camera Luigi Di Maio viene nominato capo politico del M5S e candidato premier.
Il 4 gennaio 2018 Paragone annuncia la sua candidatura alle elezioni politiche del 2018 tra le liste del M5S, che avviene nel collegio uninominale di Varese al Senato della Repubblica, dove viene sconfitto giungendo secondo dietro all'esponente del centro-destra, in quota Lega Stefano Candiani. Viene comunque eletto senatore, in quanto candidato nel listino proporzionale.

#### Tensioni col M5S
In un'intervista al Corriere della Sera Paragone, analizzando il risultato deludente del Movimento 5 Stelle alle elezioni europee del 2019, si esprime in modo duro nei confronti del suo capo politico Luigi Di Maio, criticandolo per il fatto di ricoprire troppi incarichi: Vicepresidente del Consiglio, Ministro dello Sviluppo economico, Ministro del Lavoro e delle politiche sociali e leader della prima forza politica in Parlamento, a cui chiede di rinunciare ai suoi incarichi di governo oppure a quello di capo del Movimento, criticando anche il partito stesso per essere diventato «giacca e cravatta».
Il 10 settembre 2019 si astiene dal voto di fiducia al governo Conte II e rimane in carica come senatore, nonostante giorni prima avesse minacciato di dimettersi se fosse passato l'accordo tra M5S e Partito Democratico, di cui è stato tra gli scettici all'interno del M5S.
Il 18 dicembre 2019 vota contro la legge di bilancio 2020, definendola "conforme alla logica della gabbia di bilancio imposta da Bruxelles", venendo pertanto deferito ai probiviri per violazione dello Statuto del Movimento 5 Stelle. Successivamente, oltre ad essere a rischio espulsione, diversi esponenti e parlamentari del M5S chiedono le sue dimissioni, in particolare Luigi Gallo e il Ministro della Giustizia Alfonso Bonafede; dal canto suo Paragone ha dichiarato che in caso di espulsione non esiterà a fare ricorso.

### Espulsione dal Movimento 5 Stelle
Il 1º gennaio 2020, dopo mesi di attacchi duri alla dirigenza del Movimento 5 Stelle e in particolare alla leadership di Di Maio, viene ufficialmente espulso dal partito, in seguito alla decisione del collegio dei probiviri, organo del M5S che ha il compito di controllare e sanzionare chi viola le regole interne del partito, avendo votato contro la legge di bilancio 2020 decisa dalla maggioranza che include il M5S.
Dopo la sua espulsione, continua la sua attività politica da indipendente, con l'obiettivo dichiarato di costringere Luigi Di Maio a riammetterlo all'interno del M5S con tanto di scuse, lasciandosi però anche aperta la possibilità di fondare un proprio movimento insieme agli ex attivisti dei meetup di Beppe Grillo.

### Italexit

#### Fondazione
A giugno 2020 annuncia l'intenzione di fondare un nuovo partito «per portare l'Italia fuori dall'Ue e dall'euro». Il successivo 23 luglio annuncia, durante una conferenza stampa alla Camera dei deputati, la creazione del partito "No Europa per l'Italia - ItalExit con Paragone", che si rifà al Brexit Party di Nigel Farage e vuole parlare ai "delusi dal populismo". In seguito aderiscono anche gli ex-M5S Mario Giarrusso, Carlo Martelli e Monica Lozzi (presidente del VII Municipio di Roma), portando a tre i seggi occupati in Parlamento. Il partito, da come si può apprendere dal suo manifesto, ha come ideologie principali l'euroscetticismo, il sovranismo, e sostiene una forte difesa del made in Italy. Anche se con posizioni ideologiche spesso associate alla destra e talvolta all'estrema destra, afferma di avere un collocamento trasversale.
Durante la pandemia di COVID-19 ha espresso posizioni contrarie al certificato COVID digitale dell'UE e all'obbligatorietà dei vaccini anti COVID-19, oltre ad osteggiare le misure messe in campo dal Presidente del Consiglio Giuseppe Conte e il suo Ministro della Salute Roberto Speranza per contenere i contagi.

#### Candidatura a sindaco di Milano
Il 20 maggio 2021 annuncia la sua candidatura a sindaco di Milano per le prossime elezioni amministrative, venendo sostenuto dalle liste "Milano Paragone Sindaco" (a sua volta appartata con Italexit) e Grande Nord, che alla tornata elettorale raccoglie il 2,99% dei voti, non accedendo al ballottaggio e senza neanche essere eletto consigliere comunale per poche decine di voti. Successivamente Paragone fa ricorso al TAR e chiede il riconteggio delle schede, sostenendo che mancano solo 43 voti per entrare nel consiglio comunale, ma dalla prefettura di Milano arriva un documento inviato al TAR dove emerge che i voti mancanti non erano 43, bensì 1.541, giudicando inammissibile il ricorso.

#### Elezioni politiche del 2022
Il 31 luglio 2022, in vista delle elezioni politiche anticipate, Paragone annuncia un'intesa con il gruppo parlamentare Alternativa di Pino Cabras per una lista unica. Tuttavia, il 5 agosto 2022, Alternativa scioglie l'accordo, lamentando la «presenza – anche in ruoli di capolista – di candidati organici a formazioni di ispirazione neofascista», tra cui alcuni provenienti da CasaPound.
Il 3 agosto 2022 Paragone, in una conferenza stampa, avvia la campagna elettorale di Italexit, intendendo presentarsi alle politiche del 25 settembre con un programma radicale con diverse proposte, come l'uscita dell'Italia dall'UE e dalla NATO, che avallano anche diverse teorie complottiste, dato dai sondaggi in crescita. Contemporaneamente inizia a raccogliere le firme necessarie per inserire i suoi candidati nelle liste elettorali entro il 22 agosto (termine ultimo per presentare le liste).
Alla tornata elettorale, dove Paragone era candidato alla Camera dei deputati nelle circoscrizioni Lombardia 1 e Puglia, Italexit ottiene un risultato deludente a livello nazionale, l'1,9% alla Camera e l'1,87% al Senato, non superando ll soglia dello sbarramento (del 3%) e rimanendo fuori dal Parlamento. In merito a questo Paragone, intervistato dal TG LA7, attribuisce la colpa del risultato all’astensionismo.

#### Addio a Italexit e ritorno al giornalismo
Dopo aver mancato l'elezione al Parlamento Paragone si trova a fronteggiare qualche problema interno in Italexit, dove una parte del movimento protesta per la sua gestione troppo verticistica ed autocratica, pensando anche di sfiduciare Paragone come leader. Di tutta risposta Paragone minimizza la situazione, commissaria i quadri locali che contestano la sua leadership, definendoli "riottosi", e annuncia l'intenzione di cambiare nome al partito trasformandolo in "Per l'Italia con Paragone", spiegando che "il partito si identifica con la mia leadership".
Il 29 dicembre 2023 Paragone annuncia di abbandonare la politica, lasciando la guida di Italexit che non potrà più avvalersi del suo nome per le proprie attività e nelle rilevazioni statistiche. Già da qualche tempo Paragone era tornato a fare il giornalista scrivendo su Libero e Il Tempo e pubblicando due libri: Moderno sarà lei  e Maledetta Europa.

## Conduzioni

### Televisione
- Malpensa Italia (Rai 2, 2009)
- L'ultima parola (Rai 2, 2010-2013)
- Premio Marisa Bellisario (Rai 2, 2010)
- La gabbia (LA7, 2013-2017)
- In onda (LA7, 2015)

### Radio
- Benvenuti nella giungla (Radio 105, 2014-2017)

## Opere
- Francesco Borgonovo, L'invasione. Come gli stranieri ci stanno conquistando e noi ci arrendiamo, con commenti di Gianluigi Paragone, Aliberti, 2009, ISBN 978-88-7424-449-2.
- GangBank. Il perverso intreccio tra politica e finanza che ci frega il portafoglio e la vita, Piemme, 2017, ISBN 978-88-566-5979-5.
- Noi no! Viaggio nell'Italia ribelle, Piemme, 2018, ISBN 978-88-566-5980-1.
- La vita a rate. Il grande inganno della modernità: soldi in prestito in cambio dei diritti., Piemme, 2019, ISBN 978-88-566-7344-9.
- Moderno sarà lei, Signs Publishing, 2023, ISBN 979-12-801-3228-4.
- Maledetta europa, Signs Publishing, 2024, ISBN 979-12-801-3235-2.